# Calliphora centralis
Calliphora centralis är en tvåvingeart som beskrevs av Malloch 1927. Calliphora centralis ingår i släktet Calliphora och familjen spyflugor. Inga underarter finns listade i Catalogue of Life.